# Crocidura nimbae
Crocidura nimbae là một loài động vật có vú trong họ Chuột chù, bộ Soricomorpha. Loài này được Heim de Balsac mô tả năm 1956.